# Humanoid Animation
Humanoid Animation (H-Anim) è uno standard per la definizione e l'animazione di umanoidi virtuali. È stato sviluppato dall'Humanoid Animation Working Group, è uno standard non proprietario ed è stato standardizzato dall'ISO nel 2005.

## Scopo
Lo scopo è di fornire una struttura base su cui definire gli umanoidi da utilizzare all'interno degli ambienti virtuali.

## Struttura
Un umanoide definito attraverso lo standard Humanoid Animation viene visto come un insieme di ossa e articolazioni ricoperte dalla superficie esterna.
Può essere implementato attraverso VRML o X3D da cui eredita la possibilità di essere animato e reso interattivo.